# Olexandrella serotina
Olexandrella serotina är en skalbaggsart som beskrevs av Dmytro Zajciw 1959. Olexandrella serotina ingår i släktet Olexandrella och familjen långhorningar. Inga underarter finns listade i Catalogue of Life.